# Aníbal Bolzicco
Aníbal Bolzicco (... – Mar del Plata, 30 maggio 2008) è stato un cestista argentino.

## Carriera
Con l'Argentina ha disputato i Campionati sudamericani del 1960, vincendo la medaglia di bronzo.